# Francisco Trinaldo
Francisco Trinaldo (Amarante, 24 agosto 1978) è un artista marziale misto brasiliano.
Combatte nella divisione dei pesi leggeri per l'organizzazione statunitense UFC. Nel 2012 è stato concorrente del reality show The Ultimate Fighter.
al momento non è in classifica nella sua categoria di peso

## Caratteristiche tecniche
Con un buon background nella lotta libera e nel kickboxing, Trinaldo è un lottatore valido in tutte le fasi del combattimento.

## Carriera nelle arti marziali miste

### Ultimate Fighting Championship
L'11 marzo 2017 affronta il giovane statunitense Kevin Lee a UFC Fight Night 106, venendo sconfitto tramite sottomissione al secondo round.

## Risultati nelle arti marziali miste
| Risultato | Record | Avversario           | Metodo                             | Evento                                 | Data               | Round | Tempo | Città                    | Note                                                               |
| --------- | ------ | -------------------- | ---------------------------------- | -------------------------------------- | ------------------ | ----- | ----- | ------------------------ | ------------------------------------------------------------------ |
| Vittoria  | 27-8   | Dwight Grant         | Decisione (non unanime)            | UFC Fight Night: Costa vs. Vettori     | 23 ottobre 2021    | 3     | 5:00  | Las Vegas, Stati Uniti   |                                                                    |
| Sconfitta | 26-8   | Muslim Salikhov      | Decisione (unanime)                | UFC Fight Night: Rozenstruik vs. Sakai | 5 giugno 2021      | 3     | 5:00  | Las Vegas, Stati Uniti   |                                                                    |
| Vittoria  | 26-7   | Jai Herbert          | KO tecnico (pugni)                 | UFC on ESPN: Whittaker vs. Till        | 26 luglio 2020     | 3     | 1:30  | Abu Dhabi, Emirati Arabi | Incontro catchweight (160 lbs). Trinaldo manca il taglio del peso. |
| Vittoria  | 25-7   | John Makdessi        | Decisione (unanime)                | UFC Fight Night: Lee vs. Oliveira      | 14 marzo 2020      | 3     | 5:00  | Brasilia, Brasile        |                                                                    |
| Vittoria  | 24-7   | Bobby Green          | Decisione (unanime)                | UFC Fight Night: Błachowicz vs. Jacaré | 16 novembre 2019   | 3     | 5:00  | São Paulo, Brasile       |                                                                    |
| Sconfitta | 23-7   | Alexander Hernandez  | Decisione (unanime)                | UFC on ESPN: dos Anjos vs. Edwards     | 20 luglio 2019     | 3     | 5:00  | San Antonio, Stati Uniti |                                                                    |
| Vittoria  | 23-6   | Evan Dunham          | KO tecnico (ginocchiata al corpo)  | UFC Fight Night: Santos vs. Anders     | 22 settembre 2018  | 2     | 4:10  | São Paulo, Brasile       |                                                                    |
| Sconfitta | 22-6   | James Vick           | Decisione (unanime)                | UFC Fight Night: Cowboy vs. Medeiros   | 18 febbraio 2018   | 3     | 5:00  | Austin, Stati Uniti      |                                                                    |
| Vittoria  | 22-5   | Jim Miller           | Decisione (unanime)                | UFC Fight Night: Brunson vs. Machida   | 28 ottobre 2017    | 3     | 5:00  | San Paolo, Brasile       |                                                                    |
| Sconfitta | 21-5   | Kevin Lee            | Sottomissione (rear-naked choke)   | UFC Fight Night: Belfort vs. Gastelum  | 11 marzo 2017      | 2     | 3:12  | Fortaleza, Brasile       |                                                                    |
| Vittoria  | 21-4   | Paul Felder          | TKO (stop medico)                  | UFC Fight Night: Cyborg vs. Lansberg   | 24 settembre 2016  | 3     | 2:25  | Brasilia, Brasile        |                                                                    |
| Vittoria  | 20-4   | Yancy Medeiros       | Decisione (unanime)                | UFC 198: Werdum vs. Miocic             | 14 maggio 2016     | 3     | 5:00  | Curitiba, Brasile        | Fight of the Night                                                 |
| Vittoria  | 19-4   | Ross Pearson         | Decisione (unanime)                | UFC Fight Night: Dillashaw vs. Cruz    | 17 gennaio 2016    | 3     | 5:00  | Boston, Stati Uniti      |                                                                    |
| Vittoria  | 18-4   | Chad Laprise         | TKO (pugni)                        | UFC Fight Night: Holloway vs. Oliveira | 23 agosto 2015     | 1     | 2:43  | Saskatoon, Canada        |                                                                    |
| Vittoria  | 17-4   | Norman Parke         | Decisione (non unanime)            | UFC Fight Night: Condit vs. Alves      | 30 maggio 2015     | 3     | 5:00  | Goiânia, Brasile         |                                                                    |
| Vittoria  | 16-4   | Akbarh Arreola       | Decisione (unanime)                | UFC Fight Night: Maia vs. LaFlare      | 21 marzo 2015      | 3     | 5:00  | Rio de Janeiro, Brasile  |                                                                    |
| Vittoria  | 15-4   | Leandro Silva        | Decisione (unanime)                | UFC Fight Night: Bigfoot vs. Arlovski  | 13 settembre 2014  | 3     | 5:00  | Brasilia, Brasile        |                                                                    |
| Sconfitta | 14-4   | Michael Chiesa       | Decisione (unanime)                | UFC 173: Barão vs. Dillashaw           | 13 settembre 2014  | 3     | 5:00  | Las Vegas, Stati Uniti   |                                                                    |
| Vittoria  | 14-3   | Jesse Ronson         | Decisione (non unanime)            | UFC Fight Night: Machida vs. Mousasi   | 15 febbraio 2014   | 3     | 5:00  | Jaraguá do Sul, Brasile  |                                                                    |
| Sconfitta | 13-3   | Piotr Hallmann       | Sottomisisone (kimura)             | UFC Fight Night: Teixeira vs. Bader    | 4 settembre 2013   | 2     | 3:50  | Belo Horizonte, Brasile  |                                                                    |
| Vittoria  | 13-2   | Mike Rio             | Sottomissione (arm-triangle choke) | UFC on FX: Belfort vs. Rockhold        | 18 maggio 2013     | 1     | 3:08  | Jaraguá do Sul, Brasile  |                                                                    |
| Vittoria  | 12-2   | C.J. Keith           | Sottomissione (arm-triangle choke) | UFC on FX: Belfort vs. Bisping         | 19 gennaio 2013    | 2     | 1:50  | San Paolo, Brasile       |                                                                    |
| Sconfitta | 11-2   | Gleison Tibau        | Decisione (unanime)                | UFC 153: Silva vs. Bonnar              | 13 ottobre 2012    | 3     | 5:00  | Rio de Janeiro, Brasile  |                                                                    |
| Vittoria  | 11-1   | Delson Heleno        | TKO (pugni)                        | UFC 147: Silva vs. Franklin II         | 23 giugno 2012     | 1     | 4:21  | Belo Horizonte, Brasile  | Debutto in UFC. Incontro pesi medi                                 |
| Vittoria  | 10-1   | Adriano Martins      | Decisione (maggioritaria)          | Jungle Fight 30                        | 30 luglio 2011     | 3     | 5:00  | Belém, Brasile           | Vince il titolo pesi leggeri Jungle Fight                          |
| Vittoria  | 9-1    | Derrick Burnsed      | KO (pugno)                         | Jungle Fight 28                        | 21 maggio 2011     | 2     | 0:52  | Rio de Janeiro, Brasile  | Vince il titolo pesi leggeri Jungle Fight ad interim               |
| Vittoria  | 8-1    | João Paulo Rodrigues | Decisione (unanime)                | Jungle Fight 25                        | 19 febbraio 2011   | 3     | 5:00  | Vila Velha, Brasile      |                                                                    |
| Vittoria  | 7-1    | Bruno Lobato         | Sottomissione (anaconda choke)     | Jungle Fight 24                        | 18 deìicembre 2010 | 1     | 2:24  | Rio de Janeiro, Brasile  |                                                                    |
| Sconfitta | 6-1    | Iuri Alcântara       | Sottomissione (armbar)             | Jungle Fight 22                        | 18 settembre 2010  | 2     | 2:24  | San Paolo, Brasile       |                                                                    |
| Vittoria  | 6-0    | Flavio Alvaro        | TKO (pugni)                        | Jungle Fight 20                        | 22 maggio 2010     | 2     | 4:10  | San Paolo, Brasile       |                                                                    |
| Vittoria  | 5-0    | Luiz Firmino         | Sottomissione (kneebar)            | Bitetti Combat MMA 6                   | 25 febbraio 2010   | 1     | 2:03  | Brasilia, Brasile        |                                                                    |
| Vittoria  | 4-0    | Junior Lava          | TKO (pugni e soccer kicks)         | Norofight 1                            | 8 agosto 2009      | 1     | 0:12  | Unaí, Brasile            |                                                                    |
| Vittoria  | 3-0    | Marcone Bezerra      | Sottomissione (arm-triangle choke) | Hero's The Jungle 2                    | 7 aprile 2008      | 1     | N/A   | Manaus, Brasile          |                                                                    |
| Vittoria  | 2-0    | Vinicius Dohrer      | TKO (blocco all'angolo)            | Fight Club Tournament 3                | 18 agosto 2006     | 2     | N/A   | Taguatinga, Brasile      | Incontro pesi welter                                               |
| Vittoria  | 1-0    | Edval Pedroso        | Decisione (unanime)                | Fight Club Tournament 2                | 13 maggio 2006     | 3     | 5:00  | Taguatinga, Brasile      | Incontro pesi welter                                               |